# Seznam nemških zdravnikov
Seznam nemških zdravnikov.

## A
- Friedrich Gottfried Abel
- Johann Christian Gottlieb Ackermann
- Sigismund Albicus
- Josef Albert Amann
- Walter Arndt
- Richard Assmann
- Rudolf Attig

## B
- Franz Xaver von Baader
- Erwin Bälz
- Anton de Bary
- Karl Adolph von Basedow
- J. J. Becher
- Harry Benjamin
- Gottfried Benn
- Carl Georg Bergmann
- Christian Bergmann
- Ernst Bergmann
- Theodor Bilharz
- Hieronymus Bock
- Johann Lucas Boër
- Emil du Bois-Reymond
- Ernst Wilhelm von Brücke
- Ludwig Büchner

## C
- Rudolf Jakob Camerer
- Werner Catel
- Valerius Cordus

## D
- Anton Dilger
- Johann Konrad Dippel
- Alfred Döblin
- Rüdiger Döhler

## E
- Wilhelm Ebstein
- Wilhelm Ferdinand Erichson
- Johann Friedrich von Eschscholtz
- Christian Gottfried Daniel Nees von Esenbeck
- Michael Ettmüller

## F
- Otfrid Foerster
- Werner Forssmann
- Albert Fraenkel
- Carl Friedländer
- Leonhart Fuchs
- Georg Christian Füchsel

## G
- Samuel Gottlieb Gmelin
- Arnold Graffi (1910–2006)
- Georg Groscurth
- Alfred Grotjahn

## H
- Ernst Haeckel
- Samuel Hahnemann
- Knut-Olaf Haustein
- Carl Wilhelm Heine
- Hermann von Helmholtz
- Friedrich Gustav Jakob Henle
- Eduard Heinrich Henoch
- Johann Ferdinand Hertodt
- Friedrich Hoffmann
- Christoph Wilhelm Hufeland

## I
- Josef Issels

## J
- Jakob Heine

## K
- Engelbert Kaempfer
- Justinus Kerner
- Johann Hieronymus Kniphof
- Martin Kirschner
- Robert Koch
- Alban Kohler
- Johann Heinrich Kopp
- Karl Kremer
- Gerhard Küntscher

## L
- Karl Lauterbach
- Ursula von der Leyen
- Johann Gottlob Leidenfrost
- Werner Lierse (1928-1993) (anatom, sodeloval s Francem Copfom)
- Georg Lockemann (zgodovinar medicine in farmacije/zdravilstva)
- Carl Friedrich Wilhelm Ludwig

## M
- Julius Robert von Mayer
- Heinrich Meibom
- Joseph von Mering
- Franz Anton Mesmer (1734-1815)
- Franz Meyen
- Otto Fritz Meyerhof
- Leonor Michaelis
- Paul Möhring
- Theo Morell
- Markus Mosse

## N
- Albert Ludwig Sigesmund Neisser
- Max Nonne

## O
- Ferdinand Christoph Oetinger
- Heinrich Wilhelm Mathias Olbers
- Hermann Oppenheim

## P
- Dirk-Achim Pajonk
- Caspar Peucer
- Christian Heinrich Pfaff
- Fritz Pfeffer
- Alfred Ploetz

## R
- Leonhard Rauwolf
- Eugen Rehfisch
- Johann Christian Reil
- Ferdinand August Maria Franz von Ritgen
- Augustus Quirinus Rivinus
- Moritz Heinrich Romberg
- Eucharius Rösslin

## S
- Bert Sakmann (fiziolog, nobelovec)
- Ferdinand Sauerbruch
- Hans Schaefer (1906 - 2000)
- Mildred Scheel
- Rudolf Schindler (1888 - 1968)
- Cornelia Schorer (1863 - 1939)
- Johann Schröder
- Johann Lukas Schönlein
- Hans-Wilhelm Schreiber
- Albert Schweitzer
- Philipp Franz von Siebold
- Volkmar Sigusch
- Kurt Sprengel
- Johann Spurzheim
- Samuel Thomas von Sömmering
- Georg Ernst Stahl
- Johann Friedrich Struensee

## T
- Hermann Friedrich Teichmeyer
- Karl Thiersch
- Friedrich Trendelenburg
- Gottfried Reinhold Treviranus
- Ehrenfried Walther von Tschirnhaus

## U
- Paul Gerson Unna

## V
- Karl von Vierordt
- Rudolf Virchow
- Oskar Vogt (1870–1959)
- Norbert Vollertsen
- Friedrich Daniel von Recklinghausen

## W
- Klaus Wagner
- Johann Julius Walbaum
- Ernst Heinrich Weber
- Siegfried Weller
- Otto Werner
- Karl Wernicke
- (Anton Wernig)
- Christian Rudolph Wilhelm Wiedemann

## Z
- Johann Wilhelm Kellner von Zinnendorf
- George Ludwig Zuelzer